# Louis Franchet d'Espérey
Louis Félix Marie François Franchet d'Espérey (25 mei 1856 - 3 juli 1942) was een Franse generaal tijdens de Eerste Wereldoorlog.

## Vroege carrière
Hij werd geboren in Mostaganem, vandaag de dag Algerije. Hij was de zoon van een cavalerie-officier in het Chasseurs d'Afrique. Hij werd opgeleid op het Saint-Cyr en studeerde af in 1876. Hij diende in Frans Indochina, China (tegen de Bokseropstand in 1900, tijdens deze opstand vond zijn Duitse neef Klemens von Ketteler de dood, en Marokko voor 1914.

## Eerste Wereldoorlog
In 1914 presteerde Franchet d'Espérey goed als corpscommandant in de Slag om Charleroi, onderdeel van de Slag der Grenzen. Hierdoor steeg hij tijdens de oorlog snel in rang. Aan de vooravond van de Eerste Slag bij de Marne kreeg hij het bevel over het Franse 5de leger. In maart 1916 kreeg Franchet d'Espérey het bevel over de Oostelijke legergroep en in januari 1917 over de Noordelijke legergroep. Onder zijn bevel werd het Franse leger verschrikkelijk verslagen door de Duitsers in de Slag bij Chemin des Dames in mei 1918. Hierna werd hij van het westfront naar de Balkan overgeplaatste en daar benoemd tot commandant van de geallieerde troepen in Thessaloniki.
Tussen 15 en 29 september 1918 lanceerde hij een succesvol offensief (met een groot leger van 9 Griekse divisies, 6 Franse, 6 Servische, 4 Britse en 1 Italiaanse divisie) dat Bulgarije tot de overgave dwong. Na deze zege ging hij door en veroverde grote delen van de Balkan. Aan het einde van de oorlog was zijn leger tot de Hongaarse grens gekomen.

## Interbellum
Na de overwinning op Duitsland bleef Louis Franchet d'Espérey die in 1921 tot Maarschalk van Frankrijk werd bevorderd tot 1938 actief in het leger. Hij was tot 1920 bevelhebber van diverse eenheden en trad in 1920 toe tot de "Conseil supérieur de la guerre".  Politiek stond Maarschalk Franchet d'Espérey zeer rechts en hij steunde de Cagoule.

## Académie française
In 1934 werd Franchet d'Espérey verkozen tot lid van de Académie française.

## Onderscheidingen
|  |  |  |
|  |  |  |
|  |  |  |
|  |  |  |

- Grootkruis in het Legioen van Eer 1917
- De Médaille militaire, die in dit geval, als na het Grootkruis in het Legioen van Eer

verleende onderscheiding als de hoogste eer die Frankrijk te vergeven heeft wordt beschouwd. 1918
- Croix de Guerre met drie palmen
- Herinneringsmedaille aan Marokko (1909) met een gesp
- Koloniale Medaille met de gespen TONKIN en MAROC
- Intergeallieerde Overwinningsmedaille
- Ridder Commandeur in de Orde van Sint-Michaël en Sint-George (VK)
- Oorlogskruis met 1 Palm (België)
- Army Distinguished Service Medal (VS)
- Grootlint in de Orde van Sint-Mauritius en Sint-Lazarus (Italië)
- Grootkruis in de Orde van Sharifian Alawaidis (Marokko)
- Grootkruis in de Orde van de Ster van Karageorge met de Zwaarden (Servië)
- Grootkruis in de Orde van Nicham Iftikhar (Tunisië)